# Iso-Musta (sjö i Leppävirta, Norra Savolax)
Iso-Musta är en sjö i kommunen Leppävirta i landskapet Norra Savolax i Finland. Sjön ligger 95,5 meter över havet. Den är 16,52 meter djup. Arean är 75 hektar och strandlinjen är 10,7 kilometer lång. Sjön  ingår i Vuoksens huvudavrinningsområde.   Den ligger omkring 41 kilometer söder om Kuopio och omkring 300 kilometer nordöst om Helsingfors. 
I sjön finns ön Mustansaari. 